# 云南省微生物研究所
云南省微生物研究所于1979年成立。
1978年，姜成林等5位科学家向云南省科委报告建立云南省微生物研究所的必要性，获得批准后，由中国科学院昆明植物所农抗组，及中国科学院昆明动物所等科研单位调派人员于1979年在云南大学北院建所。
微生物研究所以微生物资源的利用与开发为主。该所在姜成林教授的带领下对放线菌的分离分类、生态与分子进化等方面作出显著贡献。研究所还与国内外多家医药集团联合建立了微生物药物、微生物农药研发系统。